# Saldaña (Kolumbia)
Saldaña – miasto w Kolumbii, w departamencie Tolima.